# Domnița, Iași
Domnița este un sat în comuna Țibana din județul Iași, Moldova, România.